# Cultura Gushi
La cultura Gushi (o Jushi) (cinese:姑师文化,Gūshī wénhuà) fu un'antica popolazione stanziata nei pressi del bacino di Turfan, nell'attuale Xinjiang cinese.
Le tombe Yanghai, un vasto antico cimitero (54 000 m2) attribuito a questa cultura, contiene la tomba di uno sciamano vecchia di 2700 anni. Vicino alla testa ed ai piedi dello sciamano si trovano un grande cesto ed una boccia in legno riempite con 789 grammi di cannabis, perfettamente conservata a causa delle condizioni climatiche del sepolcro. Una squadra internazionale ha dimostrato che il materiale conteneva Delta-9-Tetraidrocannabinolo, il principio attivo della cannabis. Si pensa che la cannabis fosse utilizzata come medicinale o agente psicoattivo, o come aiuto per la divinazione. È la più antica testimonianza dell'uso della cannabis come medicina.